# Сарая-Джейд Бевіс
Сарая-Джейд Бевіс (англ. Saraya-Jade Bevis, нар. 17 серпня 1992 р.) — англійська професійна жінка-реслер, акторка. Виступала в федерації WWE під ім'ям Пейдж (англ. Paige). Двократна Чемпіонка Дів WWE, а також перша чемпіонка серед жінок WWE NXT. Утримувала обидва чемпіонства одночасно.
В 2005 році 13-річна Бевіс дебютувала в World Association of Wrestling — професійній федерації реслінгу, якою керувала її сім'я. Тоді Сарая виступала під ім'ям Брітані Найт (англ. Britani Knight). В 2011 вона підписала контракт з WWE і її відправили в тренувальний центр. Її деб'ют в WWE відбувся в квітні 2014 року. В своєму деб'ютному матчі вона виграла чемпіонат Дів, таким чином у віці 21 року ставши наймолодшою чемпіонкою цього титулу в історії.
На основі її біографії у 2012 році вийшов документальний фільм «Рестлери: Боротьба з моєю сім'єю» (англ. The Wrestlers: Fighting with My Family). Цей фільм ліг в основу біографічної спортивної комедійної драми «Боротьба з моєю родиною» (2019) Стівена Мерчанта. Роль Сараї-Джейд Бевіс виконала Флоренс П’ю.

## Кар'єра

### Ранні роки (2005—2010)
Бевіс деб'ютувала в реслінгу в 2005 році. Виступала в World Association of Wrestling під ім'ям Сарая. Також брала участь в проекті WAW World Association Of Women's Wrestling, де дійшла до фіналу турніру за чемпіонство Британії. Під час виступів в цих промоушнах Сарая завоювала титули командних чемпіонок WAWW разом з Мелоді та титул хардкор-чемпіонки WAWW.
В 2010 році разом зі своєю матір'ю — Сараєю Світ розпочинає виступи на європейському промоушні Pro Wrestling EVE.

### Shimmer Women Athletes (2011)
26 березня 2011 року Бевіс деб'ютувала на записі 37 шоу Shimmer Women Athletes під іменем Брітані Найт. В своєму деб'ютному поєдинку вона разом зі своєю матір'ю Сараєю Найт зустрілись на ринзі з парою Ніккі Рокс та Анна Роша, які відповіли на виклик Найтів. Сарая і Брітані виграли завдяки дискваліфіції їхніх суперниць після того як суддя помітив у них кастет.. На наступному шоу Найти боролись за пояси командних чемпіонів Shimmer проти Хіройо Мацумото та Місакі Охата, але програли. Після серії поразок Брітані, Сарая Найт вдарила свою дочку і Брітані атакувала її у відповідь. Свій останній матч в Shimmer Брітані Найт провела проти своєї матері та зуміла її перемогти.

### World Wrestling Entertainment

#### Florida Championship Wrestling / WWE NXT (2011—2014)
В вересні 2011 року Сарая підписала контракт з WWE та вирушила до тренувального центру Florida Championship Wrestling. Її дебют під новим псевдонімом Пейдж відбувся в випуску телешоу FCW 26 лютого. Там Пейдж почала виступати в команді «Anti-Diva Army» з Софією Кортес. Вони протистояли дівам з модельною зовнішністю без гарних навиків реслера. Розпочавши фьюд з Одрі Марі та Ракель Діаз, Анти-Діва пережила серію поразок, виборовши лише 2 перемоги.
17 травня 2012 року Пейдж дебютувала на оновленому WWE NXT і програла своїй колишній напарниці Софії Кортес. Пейдж взяла участь в темних матчах на SmackDown!, де в команді з Лейлою Ел перемогла Аксану та Наталію Нейдхарт. З січня у неї розпочався фьюд з Саммер Рей, який розтягнувся на весь 2013 рік з рахунком 3-1 на користь Пейдж. 20 червня 2013 року Пейдж стає першою чемпіонкою Жіночого турніру NXT, де вона виграла поєдинки з Таміною Снукою, Алісією Фокста Еммою в чвертьфіналі, півфіналі та фіналі відповідно..

#### Чемпіонка Дів WWE (2014—2015)
На RAW 7 квітня Пейдж дебютувала прийнявши виклик Ей Джей Лі, яка поставила на кін свій титул Чемпіонки WWE серед Дів. Пейдж виграла поєдинок і таким чином лише через 5 хвилин після свого деб'юту на основному шоу WWE стала новою Чемпіонкою WWE серед Дів. На RAW 28 квітня Пейдж провела перший успішний поєдинок на захист свого титулу проти Брі Белли. На PPV Extreme Rules (2014) Пейдж перемогла Таміну Снуку й знову зберегла свій титул. На RAW 19 травня Пейдж вперше програла поєдинок в основному ростері WWE. Тоді її перемогла Алісія Фокс, хоча титул тоді не стояв на кону. На PPV Payback (2014) Пейдж перемогла Аліссію і знову зберегла свій титул. В червні Пейдж почала ворогувати з Кемерон. Після двох поєдинків перемога залишилася за Пейдж. Але її партнер по команді Наомі зуміла перемогти Пейдж в поєдинку без титулу на кону. На PPV Money in the Bank (2014) Пейдж перемогла Наомі і знову зберегла титул Чемпіонки WWE серед Дів. На RAW 30 червня Пейдж виголосила промову, в якій сказала, що заслужила місце в основному ростері WWE. Але несподівано для всіх її перервала Ей Джей Лі, котра повернулась після невеликої паузи. Вона прагнула провести матч-реванш, на що Пейдж дала згоду. В результаті перемогу отримала Ей Джей Лі, яка повернула титул Чемпіонки WWE серед Дів. На Raw 7 липня був командний матч: Пейдж і Ей Джей проти Наомі та Кемерон, де вони вперше перемогли. На PPV Battleground (2014) Ей Джей змогла перемогти Пейдж в матчі за титул Чемпіонки Дів. На Raw 21 липня Пейдж напала на Ей Джей і, тим самим, здійснила хілл-тьорн. На Raw 28 липня Ей Джей у відповідь атакувала Пейдж. На SmackDown! 1 червня після того, як Ей Джей перемогла Розу Мендес, на ринг вибігла Пейдж і зіштовхнула Ей Джей на сталеву рампу. На PPV Summerslam (2014) Пейдж перемогла Ей Джей і стала 2-кратною Чемпіонкою Дів. На Raw 1 вересня Стефані Макмен оголошувала Ніккі Беллу новою претенденткою на титул, але її перервала Ей Джей Лі, яка нагадала Стефані про свій можливий реванш. На SmackDown! 5 вересня Стефані Макмен оголосила, що на PPV Night of Champions відбудеться поєдинок «Потрійна загроза» між Пейдж, Ей Джей та Ніккі Беллою за титул Чемпіонки Дів. На Night of Champions Пейдж програла титул Ей Джей на потрійному поєдинку. На Raw 29 вересня Пейдж і Алісія Фокс напали на Ей Джей Лі після того як Фокс перемогла Ей Джей. На Raw 6 жовтня Пейдж та Фокс перемогли Ей Джей Лі та Емму. На Raw 13 жовтня Ей Джей та Лейла перемогли Пейдж та Фокс. На SmackDown! 17 жовтня Ей Джей Лі перемогла Лейлу, після чого Пейдж атакувала Ей Джей. На Hell in a Cell (2014) Ей Джей знову змогла перемогла Пейдж. На PPV Survivor Series (2014) команда Пейдж (Пейдж, Кемерон, Лейла та Саммер Рей) програла команді Фокс (Алісія Фокс, Емма, Наомі та Наталія).

#### Революція дів (2015—2018)
На RAW 13 липня 2015 року, Стефані Макмен перервала промо Близняшок Белл, та заявила, що дивізіон дів чекає «революція», після чого представила деб'ютанток з NXT: Шарлотту, Беккі Лінч та Сашу Бенкс; Шарлотта і Беккі Лінч об'єднались з Пейдж в команду «PCB» (Page Charlotte Becky), а Саша Бенкс увійшла в групу «B.A.D.» з Таміною та Наомі. На SummerSlam (2015) Команда PCB перемогла Близняшок Белл та Команду B.A.D.
Сарая впустила свій шанс зустрітись с Ніккі Беллою за титул дів в Beat The Clock Challenge, який зрештою виграла партнерка Пейдж Шарлотта. На Night Of Champions (2015) Шарлотта перемогла Ніккі Беллу в титульному матчі. На RAW після Night Of Champions вона здійснила хіл тьорн і принизила весь дивізіон дів.

#### Кінець кар'єри та Генеральний менеджер SmackDown Live! (2018-теперішній час)
09 квітня 2018 року на Raw після Реслманії 34 завершила кар'єру професійного реслера через травму, яку отримала від Саші Бенкс.
10 квітня 2018 року на SmackDown Live! стала генеральним менеджером SmackDown Live.

## Особисте життя
Бевіс виросла в сім'ї професійних реслерів. Її батьки: Патрік Бевіс та Джулія Хамер-Бевіс, а також старші брати Рой і Зак — реслери. Сім'я володіє власною федерацією «World Association of Wrestling», а мати Сараї володіє власним промоушном жіночої реслінг-боротьби.
Бевіс має викривлення хребта. До кар'єри в WWE Бевіс не знала про це, поки її тренер не помітив, що спина дівчини виглядає неправильно.
З травня 2015 року по лютий 2016 року, Бевіс зустрічалась з гітаристом рок-гурту «A Day to Remember» Кевіном Скаффом. З травня 2016 року Бевіс була у відносинах з реслером Альберто дель Ріо. Вони розлучилась в кінці 2017 року. В березні 2017 хакери опублікували ряд фото в стилі «ню», а також відео відвертих групових сцен сексуального характеру за участю пари. В кінці 2018 року Сарая почала зустрічатись з вокалістом гурту «Falling in Reverse» Ронні Радке.

## Титули та нагороди
- German Stampede Wrestling
  - GSW Ladies Championship (1 раз)[26]
- Herts & Essex Wrestling
  - HEW Women's Championship (2 рази)[27][28]
- Premier Wrestling Federation
  - PWF Ladies Tag Team Championship (1 раз) — з Світ Сараєю
- Pro-Wrestling: EVE
  - Pro-Wrestling: EVE Championship (1 раз)[29]
- Pro Wrestling Illustrated
  - PWI ставить її №12 в списку 50 кращих жінок-реслерів 2013 році[30]
  - PWI ставить її  №1 в списку 50 кращих жінок-реслерів в 2014 році
- Real Quality Wrestling
  - RQW Women's Championship (1 раз)[31]
- Swiss Championship Wrestling
  - SCW Ladies Championship (1 раз)[32]
- World Association of Women's Wrestling
  - WAWW British Tag Team Championship (1 раз) — з Мелоді[33]
  - WAWW Ladies Hardcore Championship (1 раз)
- WWE NXT
  - NXT Women's Championship (1 раз)[21]
  - NXT Women's Championship Tournament (2013)
- WWE
  - Чемпіонка Дів 2 рази[34]